# Nikolett Szabó
Nikolett Szabó (Budapest, 11 de maig de 1979) és una judoka hongaresa paralímpica, guanyadora d'una medalla de bronze als Jocs Paralímpics d'estiu de 2012 en la categoria de –70kg.
Nikolett Szabó va ser campiona sènior d'Hongria -72kg el 1997 i va guanyar diversos títols en totes les categories.
Va prendre part Jocs Paralímpics d'estiu de 2008, a Pequín, i als de 2012 va obtenir la medalla de bronze en la categoria de -70kg. L'any 2014 va guanyar el títol mundial derrotant a la xinesa Qian Zhou. Va aconseguir el bronze als Jocs Mundials de l'IBSA i al Campionat del Món de Judo de 2015 que es van fer a Corea del Sud.
El 2016 va participar en els seus tercers Jocs Paralímpics. En aquell moment ocupava la tercera posició al rànquing mundial.